# Natação no Campeonato Europeu de Esportes Aquáticos de 2022 - 200 m peito feminino
A prova dos 200 metros nado peito feminino da natação no Campeonato Europeu de Esportes Aquáticos de 2022 ocorreu nos dias 14 e 15 de agosto no Foro Italico, em Roma na Itália. 

## Calendário
| Fase          | Data         | Hora  |
| ------------- | ------------ | ----- |
| Eliminatórias | 14 de agosto | 09:45 |
| Semifinal     | 14 de agosto | 18:37 |
| Final         | 15 de agosto | 18:13 |

Todos os horários estão no horário local (UTC+1)

## Recordes
Antes desta competição, os recordes eram os seguintes:
|                       | Nadadora              | Tempo   | Local     | Data                 |
| --------------------- | --------------------- | ------- | --------- | -------------------- |
| Recorde mundial       | Tatjana Schoenmaker   | 2:18.95 | Tóquio    | 30 de julho de 2021  |
| Recorde europeu       | Rikke Møller Pedersen | 2:19.11 | Barcelona | 28 de julho de 2013  |
| Recorde do campeonato | Rikke Møller Pedersen | 2:19.84 | Berlim    | 22 de agosto de 2014 |

## Medalhistas
| Ouro             | Prata                 | Bronze                    |
| Lisa Mamié (SUI) | Martina Carraro (ITA) | Kotryna Teterevkova (LTU) |

## Resultados

### Eliminatórias
Esses foram os resultados das eliminatórias.
| Pos. | Bateria | Raia | Nadadora             | Nacionalidade | Tempo   | Notas  |
| ---- | ------- | ---- | -------------------- | ------------- | ------- | ------ |
| 1    | 4       | 4    | Lisa Mamié           | Suíça         | 2:24.12 | Q      |
| 2    | 2       | 4    | Francesca Fangio     | Itália        | 2:24.76 | Q      |
| 3    | 2       | 5    | Martina Carraro      | Itália        | 2:26.02 | Q      |
| 4    | 4       | 2    | Thea Blomsterberg    | Dinamarca     | 2:26.22 | Q      |
| 5    | 3       | 4    | Kotryna Teterevkova  | Lituânia      | 2:26.56 | Q      |
| 6    | 4       | 3    | Kristýna Horská      | Chéquia       | 2:26.81 | Q      |
| 7    | 3       | 3    | Mona McSharry        | Irlanda       | 2:26.94 | Q      |
| 8    | 2       | 6    | Tes Schouten         | Países Baixos | 2:27.11 | Q      |
| 9    | 4       | 6    | Bente Fischer        | Alemanha      | 2:27.89 | Q      |
| 10   | 3       | 6    | Clara Rybak-Andersen | Dinamarca     | 2:28.02 | Q      |
| 11   | 4       | 1    | Kara Hanlon          | Reino Unido   | 2:28.35 | Q      |
| 12   | 3       | 5    | Sophie Hansson       | Suécia        | 2:28.47 | Q, RET |
| 13   | 4       | 5    | Jessica Vall         | Espanha       | 2:28.83 | Q      |
| 14   | 2       | 7    | Nikoleta Trníková    | Eslováquia    | 2:28.84 | Q      |
| 15   | 3       | 2    | Arianna Castiglioni  | Itália        | 2:28.95 |        |
| 16   | 3       | 1    | Ana Blažević         | Croácia       | 2:28.96 | Q      |
| 17   | 4       | 9    | Klara Thormalm       | Suécia        | 2:29.15 | Q      |
| 18   | 2       | 3    | Lisa Angiolini       | Itália        | 2:29.21 |        |
| 19   | 2       | 8    | Laura Lahtinen       | Finlândia     | 2:29.81 | Q      |
| 20   | 2       | 2    | Defne Coşkun         | Turquia       | 2:30.21 |        |
| 21   | 4       | 7    | Niamh Coyne          | Irlanda       | 2:30.67 |        |
| 22   | 3       | 7    | Adèle Blanchetière   | França        | 2:30.68 |        |
| 23   | 3       | 8    | Julia Månsson        | Suécia        | 2:31.37 |        |
| 24   | 2       | 1    | Andrea Podmaníková   | Eslováquia    | 2:32.15 |        |
| 25   | 3       | 9    | Ellie McCartney      | Irlanda       | 2:32.38 |        |
| 26   | 2       | 0    | Maria Romanjuk       | Estónia       | 2:32.41 |        |
| 27   | 4       | 0    | Martta Ruuska        | Finlândia     | 2:33.48 |        |
| 28   | 3       | 0    | Kamila Isayeva       | Ucrânia       | 2:33.56 |        |
| 29   | 4       | 8    | Eleni Kontogeorgou   | Grécia        | 2:33.84 |        |
| 30   | 1       | 5    | Lena Kreundl         | Áustria       | 2:36.26 |        |
| 31   | 1       | 4    | Nàdia Tudó           | Andorra       | 2:36.73 |        |
| 32   | 1       | 3    | Amy Micallef         | Malta         | 'DSQ    | 'DSQ   |

### Semifinal
Esses foram os resultados das semifinais. 
| Pos. | Bateria | Raia | Nadadora             | Nacionalidade | Tempo   | Notas            |
| ---- | ------- | ---- | -------------------- | ------------- | ------- | ---------------- |
| 1    | 2       | 5    | Martina Carraro      | Itália        | 2:23.73 | Q                |
| 2    | 2       | 4    | Lisa Mamié           | Suíça         | 2:24.04 | Q                |
| 3    | 2       | 3    | Kotryna Teterevkova  | Lituânia      | 2:25.01 | q                |
| 4    | 2       | 6    | Mona McSharry        | Irlanda       | 2:25.24 | q                |
| 5    | 1       | 5    | Thea Blomsterberg    | Dinamarca     | 2:25.44 | Q                |
| 6    | 1       | 4    | Francesca Fangio     | Itália        | 2:25.55 | Q                |
| 7    | 1       | 3    | Kristýna Horská      | Chéquia       | 2:25.71 | q                |
| 8    | 1       | 7    | Jessica Vall         | Espanha       | 2:26.64 | q                |
| 9    | 1       | 6    | Tes Schouten         | Países Baixos | 2:26.68 |                  |
| 10   | 2       | 7    | Kara Hanlon          | Reino Unido   | 2:26.78 |                  |
| 11   | 2       | 2    | Bente Fischer        | Alemanha      | 2:27.28 |                  |
| 12   | 1       | 1    | Ana Blažević         | Croácia       | 2:27.29 | Recorde nacional |
| 13   | 1       | 8    | Laura Lahtinen       | Finlândia     | 2:27.60 |                  |
| 14   | 1       | 2    | Clara Rybak-Andersen | Dinamarca     | 2:28.10 |                  |
| 15   | 2       | 8    | Klara Thormalm       | Suécia        | 2:28.22 |                  |
| 16   | 2       | 1    | Nikoleta Trníková    | Eslováquia    | 2:28.40 |                  |

### Final
Esse foi o resultado da final. 
| Pos.              | Raia | Nadadora            | Nacionalidade | Tempo   | Notas |
| ----------------- | ---- | ------------------- | ------------- | ------- | ----- |
| Medalha de ouro   | 5    | Lisa Mamié          | Suíça         | 2:23.27 |       |
| Medalha de prata  | 4    | Martina Carraro     | Itália        | 2:23.64 |       |
| Medalha de bronze | 3    | Kotryna Teterevkova | Lituânia      | 2:24.16 |       |
| 4                 | 2    | Thea Blomsterberg   | Dinamarca     | 2:25.57 |       |
| 5                 | 1    | Kristýna Horská     | Chéquia       | 2:26.07 |       |
| 6                 | 7    | Francesca Fangio    | Itália        | 2:26.79 |       |
| 7                 | 6    | Mona McSharry       | Irlanda       | 2:26.96 |       |
| 8                 | 8    | Jessica Vall        | Espanha       | 2:27.19 |       |

Legenda
| Recorde mundial       | Recorde mundial (World record)               |                       | Recorde africano                      | Recorde africano (African) |                                           | Q | Classificado por posição (Qualified) |
| Recorde do campeonato | Recorde do campeonato (Championship record)  | Recorde da América    | Recorde da América (Americas)         | q                          | Classificado por melhor tempo (Qualified) |   |                                      |
| Melhor marca do ano   | Melhor marca do ano (World leading)          | Recorde asiático      | Recorde asiático (Asian)              | DNS                        | Não largou (Did not start)                |   |                                      |
| Recorde nacional      | Recorde nacional (National record)           | Recorde europeu       | Recorde europeu (European)            | DNF                        | Não terminou (Did not finish)             |   |                                      |
| Recorde pessoal       | Recorde pessoal do atleta (Personal best)    | Recorde da Oceania    | Recorde da Oceania (Oceania)          | DSQ / DQ                   | Desclassificado (Disqualified)            |   |                                      |
| Recorde da temporada  | Recorde da temporada do atleta (Season best) | Recorde sul-americano | Recorde sul-americano (South America) | NM                         | Sem marca (No mark)                       |   |                                      |